# キナバタンガン
キナバタンガン（マレー語: Kinabatangan）とは、マレーシアサバ州サンダカン省にある町である。

## 概要
中心地はキナバタンガン町に所在し、その人口は2010年時点で146,987人を数え、先住民であるオラン・スンガイが最も多く居住する地域である。 
現在の市長はArisin Aripin（2011-）であり、主産業はアブラヤシのプランテーション、木材産業である。
キナバタンガン川周辺の地域は低地の熱帯雨林の植生や生態系が見られ、多雨多湿である。湿地の多いこの低地はボルネオの固有種であるテングザルの棲息地である。また、その他にもゴマントン洞窟等の著名な地が存在する。
キナバタンガンにはラムサール条約で保護されている78,000ヘクタールに及ぶ土地が存在し、それはキナバタンガン川とセガマ川という二つの繋がる川が2008年に「キナバタンガン川-セガマ川ラムサール条約湿地帯」として登録された物である。川岸のマングローブ林湿地と泥炭地の熱帯雨林が珍しく見られる湿地としてこの認定は重要な物となっている。